# Arday János
Arday János, Ardai (Sárospatak, 1815. június 2. – Pest, 1865. szeptember 25.) énekes-színész, súgó, országgyűlési irattári jegyző. 

## Családja
Szülei Ardai Tóth István és Szabó Sára. Felesége Mózer Jozefa (Pozsony, 1825 körül – Budapest, 1900. május 31.), 1844-ben házasodtak. Gyermekük Ardai Ida (Vác, 1845. január 2. – ?), akinek keresztszülei Csabay Pál és Szakáll Klára.
Hervei Idától született törvénytelen gyermekei közül Arday Árpád, Arday Attila és Arday Ida színészek voltak, Hervey Here Zoltán (Tata, 1858. november 19. – Budapest, 1896. március 20.) közvasúti kalauz.

## Pályafutása
1840-ben súgó volt Kolozsvárott Kilényi Dávidnál és Kolozsvárott működött 1842-ben is Komlóssy Ferencnél. Ezután vándortársulatokban is megfordult, leggyakrabban Kilényi és Hetényi József igazgatása alatt. 1843-ban a pozsonyi országgyűlési társulattal szerepelt. 1845—1848-ben Győrött játszott, 1846. július 18-án fellépett a Nemzeti Színházban, a Saint Georges lovag című színjátékban, majd 1848. április 16-án is megjelent neve a Nemzeti Színház színlapján, a Csikósban. Később országgyűlési irattári jegyzőként dolgozott. Pesten, a Rókus kórházban halt meg 49 éves korában vízkórban, nagy nyomorban.

## Művei
- Kolozsvári Magyar Játékszíni Zsebkönyv (Emődy Pállal). Kolozsvár, 1841.
- Játékszíni Emlékkönyv. Győr, 1845—1846.

## Fontosabb szerepei
- Damis (Molière: Tartuffe)
- Ferke (Szigligeti Ede: A rab)